# Рязанов Дмитро Юрійович
Дмитро́ Ю́рійович Ряза́нов — український науковець, викладач, винахідник, професор хірургії, доктор медичних наук, лікар-хірург вищої категорії. Працював на посаді проректора з науково-педагогічної, лікувальної роботи та інтернатури ДЗ «ЗМАПО МОЗ України».  Перший завідувач кафедри "Хірургія 2" ННІПО ЗДМФУ, до складу якої увійшли 17 науково-педагогічних працівників, з яких 7 професорів, докторів медичних наук за спеціальностями «хірургія» та «урологія». На даний час - проректор з науково-педагогічної, лікувальної роботи та післядипломної освіти Запорізького державного медико-фармацевтичного університету.  Співзасновник та співвласник «UniClinic» (https://uniclinic.ua/).

## Життєпис
Рязанов Дмитро Юрійович народився в м. Мелітополь Запорізької області.
У 1986 р. зі срібною медаллю закінчив середню школу № 7 м. Мелітополя.
У 1994 р. з відзнакою закінчив лікувальний факультет Запорізького державного медичного інституту.
З 1994 по 1997 р. навчався в інтернатурі, а з 1997 по 1999 р. — в очній клінічній ординатурі при кафедрі "Хірургія 2" Запорізького державного інституту удосконалення лікарів за фахом «хірургія».
З 1999 по 2004 р. працював на посаді асистента, з 2004 по 2007 р. — доцента, з 2007 по 2014 р. — професора кафедри "Хірургії та мілоінвазивних технологій" ДЗ «ЗМАПО МОЗ України».
З 2009 по 2014 р. — завідувач відділу інтернатури академії. Неодноразово залучався ДО «Центр тестування МОЗ України» до фахової експертизи тестових завдань інтегрованого ліцензійного іспиту «Крок 3». У 2013 р. залучався до складу комісії МОЗ України для перевірки організації роботи баз стажування лікарів-інтернів ДОЗ Дніпропетровської ОДА та ДЗ «Дніпропетровська медична академія МОЗ України».
З 2014 по 2023 р. працював на посаді проректора з науково-педагогічної, лікувальної роботи та інтернатури ДЗ «ЗМАПО МОЗ України». 
З квітня 2023 по лютий 2024 - завідувач кафедри «Хірургія 2» ННІПО ЗДМФУ, до складу якої входить 17 науково-педагогічних працівників, зокрема, 7 професорів, докторів медичних наук.
З лютого 2024 по теперішній час - проректор з науково-педагогічної, лікувальної роботи та післядипломної освіти Запорізького державного медико-фармацевтичного університету.
Вчене звання «доцент» отримав у 2006 р., «професор» — у 2008 році.
В 2005 р. отримав вищу кваліфікаційну категорію за фахом «хірургія» у ЦАК МОЗ України. Стаж роботи лікарем-хірургом 34 роки.
Член Європейської спілки хірургів, член Європейського венозного форуму. Володіє сучасними способами діагностики та оперативного лікування хворих. Проходив стажування та майстер-класи по хірургії у клініках Європейського Союзу, зокрема, Німеччині, Чехії, Латвії. Має додаткові спеціалізації з онкохірургії, судинної хірургії, організації охорони здоров'я, ультразвукової діагностики.
У 1999 р. захистив кандидатську дисертацію, у 2006 р. — докторську дисертацію за шифром «14.01.03 — хірургія».
З 1998 по 2023 р. надруковані 190 наукових статей, у тому числі, які входять до фахових видань ДАК МОН України і міжнародних наукометричних баз Scopus, Web of Science, Index Copernicus та які видані, у тому числі, в США, Великобританії, Німеччині, Італії, Франції, Китаї, Гон Конзі, Грузії. Автор або співавтор 16 Деклараційних патентів України на винахід, 4 методичних рекомендацій з грифом МОЗ України, 3 навчальних посібників, 3 збірників ситуаційних задач, 3 нововведень, 1 інформаційного листа, 2 авторських прав на науковий твір.
Виступав з науковими доповідями в Україні, країнах ЄС.
Під керівництвом Рязанова Д. Ю. захищені 2 кандидатські дисертації за шифром «14.01.03-хірургія».
Брав участь у якості Principal Investigator, Sub Investigator, Study Coordinator більш ніж 15 міжнародних клінічних випробувань (TRIAL) світових лідерів країн США, Великобританії, Швейцарії, Ірландії, Іспанії, Німеччини, Швеції та ін. Має сертифікат ICH-GCP. Зокрема, мав успіх у створенні і досягненні кращих результатів команди, яка стала єдиною в світі, що пройшла усі етапи проектів DURATA I, II, III (США).
Є членом спеціалізованої вченої Ради Д17.600.01. Брав участь у якості офіційного опонента із захисту кандидатських та докторських дисертацій за фахом «хірургія».
Брав участь в якості члена оргкомітету науково-практичних конференцій, конгресів в Україні. Є секретарем журналу «Сучасні медичні технології», який є фаховим виданням в Україні.
Володіє мовами країн-членів Європейського Союзу: англійською ‒ рівень B1 (сертифікат від 25.11.2019 № 856/07), польська ‒ рівень B2 (сертифікат IIASC від 20.07.2018 № KW-089/05).
У серпні 2023 під час дії військового стану разом з партнерами відкрив у м.Запоріжжі найбільшу і найпотужнішу хірургічну клініку південно-східного регіону України «UniClinic» (https://uniclinic.ua/).
За особисті досягнення та вагомий внесок у практичну охорону здоров'я, якість виконаної роботи неодноразово відмічався почесними грамотами Запорізької міської та обласної державних адміністрацій.